# Kaganat ujgurski

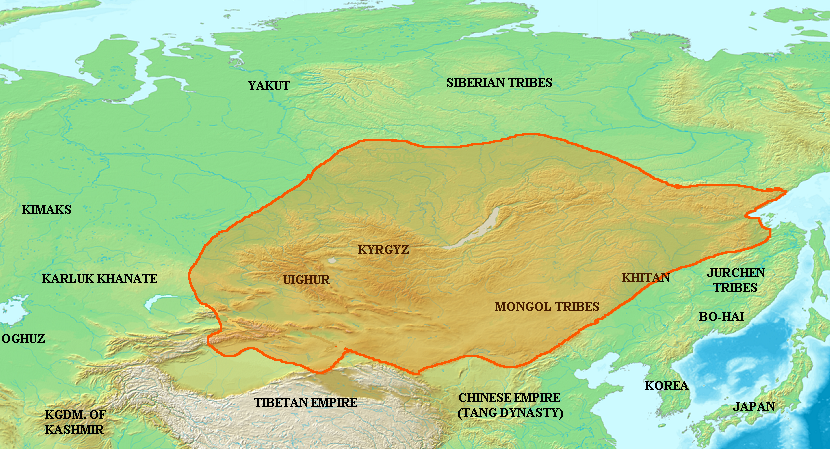
Maksymalny zasięg kaganatu ujgurskiego

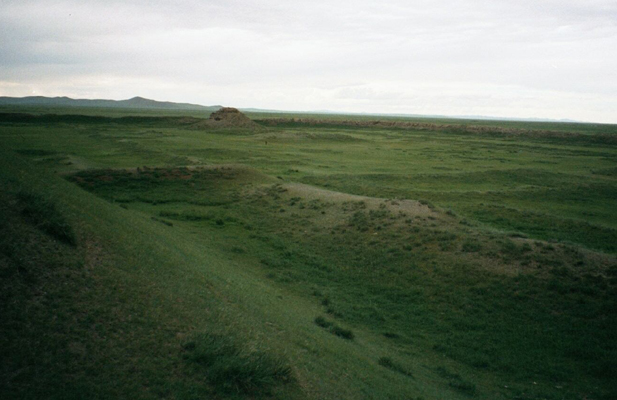
Pozostałości po zachodniej bramie Karabał-gasun

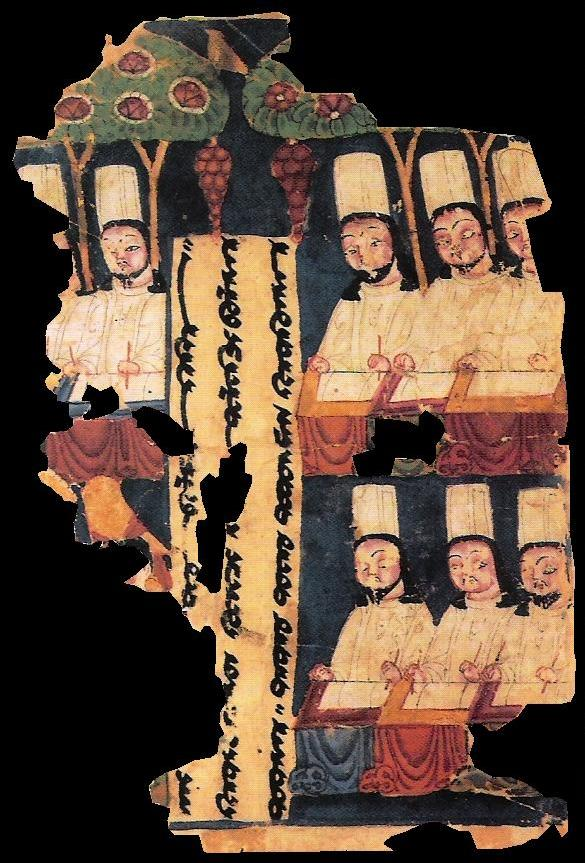
Kartka ujgurskiego manichejskiego modlitewnika (VIII–IX wiek)

Kaganat ujgurski, chanat ujgurski – twór państwowy powstały w miejsce kaganatu wschodniego po rozbiciu go przez Ujgurów w 745 roku. Przetrwał do 840 roku.

## Geneza
W 552 roku upadł kaganat rourański. W jego miejsce powstał chanat turecki, który w 603 roku rozpadł się na wrogie w stosunku do siebie kaganaty zachodni (obszar Mongolii od Dżungarii do Morza Kaspijskiego) i wschodni. Władcy wschodniego kaganatu aktywnie mieszali się w sprawy chińskie, usiłując nie dopuścić do wzmocnienia cesarstwa. W 630 roku Chiny narzuciły im trwającą pół wieku zwierzchność polityczną. W latach osiemdziesiątych VII wieku kaganat wschodni zdołał na krótko odbudować się na mniejszych niż przedtem terenach. Aktywne podboje i uciskanie sąsiednich plemion oraz interwencja chińska spowodowały przeciwdziałanie podbitych plemion i w 745 roku jedno z nich, Ujgurzy, rozbiło kaganat wschodni i stworzyło na jego terenach własny organizm państwowy.

## Geografia
Kaganat ujgurski był spadkobiercą kaganatu wschodniego. Istniał na obszarze współczesnej Mongolii, części Mandżurii na wschodzie i Dżungarii na zachodzie. Obejmował też swoimi wpływami kulturowymi lub politycznymi niektóre plemiona na zachód od Dżungarii. Zamieszkały był przez ludność koczowniczą, która zmieniała swoje siedziby. Chanowie rezydowali na stepach mongolskich. Po upadku kaganatu ujgurskiego potomkowie Ujgurów zamieszkali tereny współczesnych Chin i Kazachstanu .

## Ustrój polityczny
Organizacja państwowa kaganatu ujgurskiego dążyła do centralizacji i ustroju feudalnego. Prowincje kaganatu były zarządzane przez podległych chanom namiestników. Stepowymi pastwiskami rządziła arystokracja. Powstawała warstwa ludności rzemieślniczej, która przechodziła na tryb osiadły w nowo budowanych miastach (np. Karabał-gasun). Żywności i materiałów do wyrobnictwa dostarczali koczownicy.

## Kultura i religia
W drugiej połowie VIII wieku w kaganacie silną pozycję wśród warstw rządzących zdobył manicheizm, dzięki czemu w społeczeństwie rozpowszechniło się pismo. Ujgurzy korzystali z pisma sogdyjskiego, które dostosowali do swoich potrzeb. Prócz manicheizmu istnieli też wyznawcy szamanizmu, buddyzmu, chrześcijaństwa i islamu.

## Upadek Ujgurii
Na przyczyny upadku kaganatu złożyły się takie czynniki, jak osłabienie władzy centralnej, manicheizm i najazdy z zewnątrz. Na przełomie VIII i IX wieku Ujgurią rządzili słabi w sensie politycznym chanowie, co sprzyjało rozwojowi ścierających się ze sobą w walce o wpływy ugrupowań. Specyfika głównej religii państwowej przyczyniła się do upadku obyczajów. Od drugiej dekady IX wieku kaganat stał się obiektem najazdów Kirgizów jenisejskich. W 818 roku chanowie potrafili jeszcze odeprzeć ataki. Od 835 roku do ataków Kirgizów jenisejskich dołączyli przywódcy plemienni z własnego obszaru. W 840 roku stolica została zdobyta przez Kirgizów jenisejskich i splądrowana, a chan zabity. Część Ujgurów w ciągu kilku następnych lat usiłowała walczyć, jednak z pomocą chińską wszelki ich opór wewnątrz państwa został przezwyciężony. Ci Ujgurzy, którym udało się uciec na Zachód, założyli kilka samodzielnych państw na terenie Wschodniego Turkiestanu i dzisiejszej prowincji Gansu. Dwa z nich odegrały istotniejszą rolę w późniejszej historii. Pierwsze, powstałe w Kotlinie Turfańskiej, ze stolicą w Koczo, w XIII wieku przyjęło zwierzchność chanów mongolskich i przetrwało do połowy XIV wieku. Drugie – na terenie Gansu, ze stolicą w Zhangye, przetrwało do roku 1028, kiedy zostało podbite przez Tangutów z Xixia.